# Pro D2 2015-16
El Pro D2 2015-16 fue la decimosexta edición de la segunda categoría profesional del rugby francés.

## Modo de disputa
El torneo se disputó en formato de todos contra todos en condición de local y de visitante en su fase regular, el equipo que se ubicó en la primera posición al finalizar el torneo se coronó campeón, del 2° al 5° puesto disputaron un play-off para decidir el segundo ascenso.
Los últimos dos equipos al finalizar el torneo descendieron directamente a la tercera división.

## Clasificación
| Pos. | Equipo         | Encuentros | Encuentros | Encuentros | Encuentros | Tantos | Tantos | Tantos | Puntos Bonus | Puntos |
| Pos. | Equipo         | PJ         | PG         | PE         | PP         | F      | C      | Dif    | Puntos Bonus | Puntos |
| ---- | -------------- | ---------- | ---------- | ---------- | ---------- | ------ | ------ | ------ | ------------ | ------ |
| 1.º  | Lyon           | 30         | 25         | 0          | 5          | 971    | 493    | +478   | 17           | 117    |
| 2.º  | Bayonne        | 30         | 19         | 1          | 10         | 658    | 602    | +56    | 8            | 86     |
| 3.º  | Aurillac       | 30         | 18         | 0          | 12         | 724    | 613    | +111   | 9            | 81     |
| 4.º  | Mont De Marsan | 30         | 17         | 1          | 12         | 655    | 611    | +44    | 8            | 78     |
| 5.º  | Colomiers      | 30         | 16         | 3          | 11         | 629    | 590    | +39    | 8            | 78     |
| 6.º  | Béziers        | 30         | 17         | 1          | 12         | 745    | 662    | +83    | 7            | 77     |
| 7.º  | Perpignan      | 30         | 15         | 1          | 14         | 676    | 615    | +61    | 11           | 73     |
| 8.º  | Biarritz       | 30         | 14         | 0          | 16         | 674    | 656    | +18    | 8            | 64     |
| 9.º  | Bourgoin       | 30         | 12         | 0          | 18         | 595    | 642    | −47    | 14           | 62     |
| 10.º | Albi           | 30         | 13         | 5          | 15         | 591    | 643    | −52    | 6            | 62     |
| 11.º | Narbonne       | 30         | 13         | 0          | 17         | 602    | 653    | –51    | 8            | 60     |
| 12.º | Montauban      | 30         | 12         | 0          | 18         | 570    | 624    | -54    | 10           | 58     |
| 13.º | Tarbes         | 30         | 13         | 0          | 17         | 543    | 630    | –87    | 9            | 53     |
| 14.º | Carcassonne    | 30         | 11         | 0          | 19         | 484    | 741    | −257   | 5            | 49     |
| 15.º | Dax            | 30         | 10         | 1          | 19         | 538    | 713    | −175   | 6            | 48     |
| 16.º | Provence Rugby | 30         | 10         | 0          | 20         | 549    | 716    | −167   | 6            | 46     |

- Tarbes fue sancionado con la pérdida de 8 puntos, lo que provocó su descenso a tercera división.

| Bandera de Francia |
| Campeón Lyon OU    |
| Tercer título      |

## Segundo ascenso

### Semifinal
| 28 de mayo de 2016 | Aurillac | 28 - 12 | Mont de Marsan |  |  |

| 29 de mayo de 2016 | Bayonne | 28 - 16 | Colomiers |  |  |

### Final
| 4 de junio de 2016 | Bayonne | 21 - 16 | Aurillac |  |  |